# Serhij Kołesnyczenko
Serhij Hennadijowycz Kołesnyczenko, ukr. Сергій Геннадійович Колесниченко (ur. 23 stycznia 1986, w Krasnodonie, w obwodzie ługańskim) – ukraiński piłkarz, grający na pozycji pomocnika.

## Kariera piłkarska

### Kariera klubowa
Wychowanek klubu Szachtar Donieck, barwy którego bronił w juniorskich mistrzostwach Ukrainy (DJuFL). W 2004 rozpoczął karierę piłkarską w trzeciej drużynie Szachtara, a potem dwa lata występował w drużynie rezerw Dinama Moskwa. W 2007 przeszedł do białoruskiego FK Daryda. W październiku 2008 został piłkarzem Zorii Ługańsk, w podstawowej jedenastce którego 17 października 2008 rozegrał pierwszy mecz w Premier-lidze. Latem 2010 przeniósł się do Stali Ałczewsk. W lipcu 2012 zasilił skład FK Ołeksandrija, w którym grał do lata 2013. 27 marca 2014 dołączył do Szachtara Swerdłowśk.